# Дакен (Marvel Comics)
Дакен (англ. Daken), настоящее имя Акихиро (англ. Akihiro) — персонаж комиксов издательства Marvel Comics. Дакен является мутантом, а также сыном Росомахи и его покойной жены Итсу. Как и его отец, он обладает суперспобностями, такими как исцеляющий фактор и выдвижные когти. Дакен был членом Тёмных Мстителей, а также Тёмных Людей Икс, где выступал под именем Росомаха вплоть до сюжетной линии Siege.
В 2013 году Дакен занял 6 место в списке 50 самых сексуальных мужских персонажей в комиксах по версии ComicsAlliance.

## История публикаций
Первое появление Дакена состоялось в Wolverine: Origins #10 (Март, 2007). Он становится членом Тёмных Мстителей, в рамках Dark Reign, используя альтер эго своего отца. Персонаж также играл ключевую роль в серии Wolverine, которая начиная с #75 была переименована в Dark Wolverine. Сценарист Брайан Майкл Бендис высоко оценил введение Дакена в Wolverine: Origins.
В составе команды он был также частью кроссовера Dark Avengers / Uncanny X-Men: Utopia. В качестве второстепенного персонажа он появился в ограниченной серии Dark Avengers, начиная с #1 (Март, 2009) вплоть до #16 (Июнь 2010).
Публикация Dark Wolverine продолжилась и после окончания Dark Reign и закончилась в #90 с прелюдией для сюжетной линии «Империя», которая продолжилась в новой серии Daken: Dark Wolverine. Начиная с #9.1, сценаристом серии был Роб Уилльямс.
В ноябре 2011 года была объявлено о закрытии серии Daken: Dark Wolverine, которая завершилась в #23.

### Сексуальная ориентация
Дакен был показан как бисексуал, испытывая сексуальное влечение как к женщинам, так и к мужчинам. В Wolverine: Origins #11 он поцеловал мужчину, однако затем выяснилось, что всё это время он имел романтические отношения с женщиной, а также убил упомянутого мужчину. В Dark Wolverine #75 у Дакена случился сексуальный контакт с одним из служащих Нормана Озборна, что было сделано с целью получения доступа к засекреченным файлам. В том же выпуске он предложил Маку Гаргану провести ночь вместе, а также соблазнил служащую М. О. Л. О. Т.а. В Dark Avengers #7 Дакен в шутку отметил, что ему нравилось играть за обе команды, подразумевая свою бисексуальную ориентацию и членство в Тёмных Мстителях и Тёмных Людях Икс. В Dark Wolverine #76, в сражении с Существом, Дакен намеренно вывел его из себя с помощью гомоэротических замечаний. Перед началом Осады он флиртовал с Меченым в костюме Соколиного глаза, а затем и вовсе поцеловал его. В Dark Reign: Young Avengers #5 Дакен попытался использовать свои феромоны против Халкинга, супергероя гомосексуала. Тем не менее, за Дакеном довольно часто замечено явно выраженное гетеросексуальное поведение, когда он проводил ночь с различными женщинами. Тажке Дакен испытывал непродолжительное влечение и флирт к одной из участниц Тёмных Мстителей, Мунстоун. Из недавних отношений, Дакен испытывал романтические чувства к подруге по команде Авроре, которая в итоге отвечает ему взаимностью, и осознаёт, что чувства Акихиро к ней — искренние. 
В 2009 году на San Diego Comic-Con International Марджори Лю прокомментировала сексуальную наклонность Дакена: «Для достижения своих целей Дакен пойдёт на что угодно». Дэниел Вэй добавил, что сексуальность Дакена является неотъемлемой частью его личности: «Он не более чем гомосексуал, он гетеросексуал. Это по поводу его контроля». В 2010 году, во время интервью с Newsarama, Марджори Лю подтвердила бисексуальность Дакена.

## Биография

### Ранние годы
Акихиро был сыном Росомахи и его японской жены Итсу. В 1946 Итсу, находясь на последней неделе беременности, была убита Зимним солдатом, в попытках привлечь внимание Логана и заставить его вернуться в Мадрипур. После смерти Итсу, Ромулус, надев длинное пальто, чтобы скрыть свою личность, вырезал ребёнка из чрева его матери и оставил её тело позади. Ребёнок смог пережить такие увечья благодаря исцеляющему фактору, унаследованному от отца.
Ромулус оставил ребенка на пороге дома молодой и богатой пары Акихира и Натсуми. Они восприняли появление ребенка, как ответ на их молитвы, и поэтому воспитывали его, как своего собственного. Хотя мальчик и был назван Акихиро, в честь своего отца, слуги в доме и остальные семьи в провинции дали ему имя Дакен (駄犬 «собачий выродок»), ссылаясь на его неблагородное происхождение. Пока ребенок рос, его часто дразнили другие дети из деревни. Грубое отношение окружающих привело к переменам в характере Акихиро, ставшего холодным и бесчувственным ко всем, за исключением своего отца.
Однажды ночью, Натсуми признала Акихира, что никогда не любила их приёмного сына и что после долгих лет неудачных попыток ей наконец-то удалось забеременеть. Акихиро подслушал разговор родителей и принялся строить козни. В 1957 году, он сказал своей матери, что убил её ребенка. Акихира пришёл в ярость и отрёкся от Акихиро, как от сына, на что тот ответил, что «Акихиро никогда не было его настоящем именем». Натсуми попыталась убить приёмыша, что привело к пробуждению способностей Дакена. Тот пронзил мать костяными когтями. Не в силах убить своего сына, Акихира покончил жизнь самоубийством. Затем появился Ромулус, который заявил Дакену, что в будущем он станет похожим на него.
Ромулус послал Дакена в тренировочный лагерь в Канаде, где когда-то проходил подготовку сам Росомаха, более сорока лет назад. Акихиро также тренировал тот же самый инструктор — Силас Бурр, в будущем ставший известным наёмником Кибером. Бурр тренировал Дакена в течение двух лет, пока тот не исчез. Пока две группы искали Акихиро, он, по приказу Ромулуса, вернулся в лагерь и убил каждого человека, прежде чем столкнулся с Бурром. Во время схватки, Дакен продемонстрировал то, что Ромулус описал, как «способность изменять эмоциональное состояние человека».
Акихиро использовал эту способность, чтобы привести Бурра в хорошее расположение духа, запутав его и пустив его кровь своими когтями. Тот, однако, быстро восстановился, и одолел Дакена. Бурр направил револьвер на Акихиро и был готов убить своего ученика, однако тот сам выстрелил в Бурра несколько раз и хотел нанести последний удар, но тут появился Ромулус, который сказал, что у него есть ещё планы на Бурра. Затем он спросил Дакена, слышал ли тот что-нибудь об адамантиуме.
Много лет спустя Ромулус рассказал Дакену, что его отец всё ещё жив, однако солгал, сказав, что Росомаха был виновен в гибели Итсу. Также злодей сказал Дакену, что Росомаха боялся того, во что превратится его сын. Эта ложь посеяла семена мести в душе Акихиро. И эту месть Ромулус подпитывал в течение десятилетий.

### Встреча с Росомахой
Когда Росомаха был захвачен агентами Щ. И.Т.а, Дакен надел форму одного из них и пробрался в здание, где держали его отца. Там он жестоко зарезал Дум-Дум Дугана, прежде чем добрался до Логана. Дакен нанёс ему рану в живот и оставил истекать кровью, как когда-то тот якобы поступил с его матерью. Заметив слезу на лице отца, Дакен обвинил его в слабости и покинул тюрьму.
Затем Дакен отправился в Берлин, в дом женщины, с которой он безжалостно «играл». Он внушил ей, что встречался с одним мужчиной, который на самом деле был нужен ему, чтобы получить паспорт. От горя женщина начала пить бутылку бургундского вина, в которое Дакен высыпал большую дозу снотворного. Таким образом, Дакен сделал сознательный выбор в пользу необычайно извращенного убийства этой женщины, чтобы никто не смог выйти на него.
Прогуливаясь по улицам Потсдама, Дакен встретился с анонимным посыльным, который напомнил ему о его истинной цели, а также передал, что его хозяин недоволен им. Дакен убил посланника, чтобы замести свои следы. Затем он отправился на поезде в Брюссель, увидев, как его отец направился туда на украденной машине. Вскоре ему позвонил незнакомец (который оказался Силасом Бурром) и подтвердил, что Росомаха направляется в Брюссель. Дакен проследил за отцом до банковского хранилища, в котором находился карбонадиевый синтезатор, после чего между ними завязалась кровавая схватка. Там же Дакен продемонстрировал невероятную скорость, ловкость и силу. Тем не менее, борьба была прервана Кибером, который вступил в битву с Акихиро, пытаясь узнать у того местонахождение его «хозяина».
Проиграв бой из-за невероятной выносливости бывшего учителя, Дакен сбежал, оставив их с Росомахой разбираться друг с другом. Позже он вернулся к своему хозяину, где был жесток избит и подвергнут пыткам. Ему было велено воздержаться от преследования Росомахи.
Некоторое время спустя Дакен вернулся, прервав схватку между Росомахой и Дэдпулом, при которой Логан оказался подвешен над бассейном с водой. Дакен отрубил Дэдпулу левую кисть и потянул за рычаг, бросив Росомаху в воду. После короткого поединка с Дэдпулом, Дакен бросил в бассейн две гранаты, что позволило Росомахе выпрыгнуть из воды. По пути к Росомахе он получил пулю от Зимнего солдата, которая оказалась сделана из карбонадия. Росомаха объяснил, что нанял Дэдпула, чтобы привлечь внимание Дакена, после чего отправился с ним в безопасное место.
Дакен пришёл в себя, оказавшись в неизвестной пещере где-то в Японии. В этой пещере находились изуродованные люди, над которыми проводили эксперименты под эгидой программы Оружие Икс. Оказывается, что Росомаха охранял этот объект десятилетия назад, а потом уничтожил с помощью взрывчатки. Все в Оружии Икс поверили, что испытуемые мертвы, но они каким-то образом выжили. Они нашли Дакена, который испугался и запаниковал. Руководствуясь только инстинктом, он убил большую часть этих людей, прежде чем его нашел Росомаха. Из-за пули, выпущенной Зимним солдатом, Дакен потерял большую часть своих воспоминаний, подобно отцу.

### Люди Икс: Первородный грех
В то время как Росомаха отправился на поиски Чарльза Ксавьера, чтобы тот помог восстановить память Дакена, Акихиро был похищен мисс Синистер и её партнёром Себастьяном Шоу, который предложил ему помочь вернуть воспоминания. Мисс Синистер попыталась манипулировать Дакеном, внедряя в него ложные воспоминания, однако тот разглядел её ложь и пронзил своими когтями. Ксавьер затем открыл Дакену его истинные воспоминания, после чего тот узнал, что Ромулус был ответственен за смерть его матери. Дакен присоединился к отцу в поисках возмездия.
В скором времени их нашёл Кибер, который предложил объединиться. Получив отказ, он попытался устранить их, однако сам попал в ловушку. Дакен, казалось бы, затем предал Росомаху, выбрав сторону Кибера. Несмотря на это, он впоследствии убил Кибера, оставив его тело Росомахе.

### Тёмные Мстители

Дакен как Росомаха на обложке Dark Wolverine #75 (Август, 2009). Художник — Лейнил Френсис Ю

Когда Норман Озборн пришёл к власти после окончания Секретного вторжения скруллов, он сформировал команду собственных Мстителей, куда также завербовал Дакена, взявшего имя Росомаха. Дакен согласился присоединиться к команде, чтобы спровоцировать Циклопа на действия, поскольку именно у него находился клинок Мурамасы, — единственное оружие, способное блокировать исцеляющий фактор Дакена и убить его. Взяв имя отца, Дакен начал носить его старый жёлто-коричневый костюм. Циклоп, узнав о членстве Дакена в Мстителях Озборна, взял клинок Мурасамы и решил убить его.
После короткой схватки Дакен забрал кусок Клинка Мурасама и пришел с ним к Тинкереру, который затем переплавил лезвие, соединив его с третьей парой когтей Тёмного Росомахи, расположенной с нижней стороны предплечья.
Первая миссия Тёмных Мстителей заключалась в оказании помощи Доктору Думу, подвергнутого нападению со стороны Морганы ле Фэй. Команда отправилась в Латверию, где вступил в бой против бесчисленного множества мистических существ. Лишь после того, как Озборну и Думу удалось остановить колдунью, Тёмные Мстители вернулись в штаб, где столкнулись с воскресшим Часовым.
Когда Человек-паук проник в башню Мстителей под видом Мака Гаргана, Дакен устроил ему засаду, вычислив его по запаху, и атаковал. Тем не менее, проворному герою удалось уклониться от ярости Дакена и вывести его из строя при помощи электрического генератора.
Также Дакен стал членом Тёмных Людей Икс Нормана Озборна. Он также состоял в Тёмных Мстителях, однако, во время их ссоры с Тёмными Людьми Икс, он встал на сторону последних. На вопрос Меченого какую сторону он в итоге выбрал, Дакен ответил, что всегда играл за обе команды.
После неоднократных неудачных попыток выследить и убить Карателя, Озборн послал Дакена и отряд солдатов М. О. Л. О. Т.а заняться этой работой. После кровавого боя, Дакен обезглавил Касла, прежде чем скинуть его остатки с крыши. Части тела Карателя были собраны молоидами, казалось бы под прикрытием Лешего. Каратель впоследствии был воскрешён по имени ФранкенКасл.
Впоследствии доктор Брюс Беннер втянул своего сына Скаара в битву с Дакеном. Тот использовал свои феромоны, чтобы успокоить Скаара и вернуть его человеческую форму. Скаар попросил Дакена убить его, так как он был причиной гибели большого количества людей, однако в дело вмешались Халк и Росомаха. Между родителями и детьми состоялось сражение, которое было остановлено, когда Беннер заявил, что Скаар усвоил урок, в то время как Дакен исчез.
Лояльность Дакена к Озборну, а также его скрытые мотивы оставались под вопросом. Это привело к противостоянию с Меченым и Аресом. Он тайно помогал Фантастической четвёрке. Он пытался украсть улики против Нормана Озборна, чтобы очистить своё имя, но был остановлен Меченым. Некоторое время спустя в сеть просочилась запись, где Дакен жестоко убивает своих врагов на глазах престарелой женщины и её внука. Попытки Озборна улучшить репутацию Дакена привели к конфронтации с Эмми Дулин и её людьми. В итоге Озборну всё же удалось выставить Дакена героем в глазах общественности, однако это привело к гибели множества невинных людей. Лунный Камень попыталась вывести его на чистую воду, но Дакен сказал ей, что она и Озборн отвратительны ему.
Во время Осады Асгарда Акихиро нанес удар Озборну в спину одним из своих клинков Мурамаса, легко пробив броню Железного патриота и добив его ударом в голову. Позже оказалось, что убийство Осборна было лишь иллюзией, которую Судьбы показали Акихиро. В то время как другие Тёмные Мстители были арестованы, Дакен был единственным, кому удалось сбежать, когда он принял облик одного их охранников.
Дакен затем связался со своим отцом в поисках помощи для победы над Ромулусом. Затем Дакен предал Росомаху и помог Ромулусу. Затем, узнав, что Ромулус собирался передать Росомахе свою империю, Дакен зарезал его, до того как Росомаха прибыл вместе с Плащом, чтобы переместить Ромулуса в Тёмное Измерение. Между Росомахой и Дакеном произошло сражение, которое последний проиграл. Когда Акихиро очнулся, он увидел, что его третья пара когтей, сделанная из клинка Мурамасы, была удалена из его рук.

### Вновь одиночка
На некоторое время Дакен остался в Риме. В конце концов, он отправился в Токио в поисках Мурамаса. Там он столкнулся с воскресшим Френком Каслом. Дакен едва пережил столкновение с Фрэнком Каслом, чья новая форма сделала его более сильным и опасным. В сражение вмешался Росомаха, однако Дакен едва не убил обоих. Затем Дакен отправился в Милан, где использовал модельера, чтобы создать себе новый костюм. Когда тот закончил работу, Дакен убил его и переехал в Сан-Франциско. Он стал наблюдать за двумя противоположными группа. Одна отстаивала права мутантов, другая — была категорически против них. Акихиро думал о том, что это все лишь трата времени и лучше бы все эти люди взяли свои плакаты и забили друг друга до смерти. Дакен решил придерживаться собственной позиции.
Вскоре после этого Дакен отправился к гадалке, чтобы узнать о своём будущем. Та показала ему три карты: император, башня и смерть. Затем Дакен начал следить за Мелитой, новой любовницей своего отца. Он преследовал её вплоть до бара, где подошел к ней сзади и прикоснулся к её шее. Мелита тут же обернулась. Логан, заметивший это, спросил у неё, все ли в порядке, на что та ответила, что да. Выйдя из бара, Дакен думал о том, как мал и узок мир его отца. Акихиро спрашивал себя, почему его отец не стремится к большему.
Впоследствии он сражался против Адского Росомахи, демона, вселившегося в его отца. Демон покинул его тело, когда Логан вернулся из ада.
После его «смерти», он отправился в здание Бакстера, где получил ЭМИ-устройство от Рида Ричардса. Находясь в Нью-Йорке, Дакен узнал, что Баки Барнс, нынешний Капитан Америка и есть Зимний солдат, — человек, убивший его мать, которому он жаждал отомстить. Дакен затем отправился в Мадрипур, где столкнулся с Тайгер Тигеру. Дакен хотел подстроить под себя местную преступность. Когда Икс-23, женский клон его отца приехала в Мадрипур, чтобы разобраться со своим прошлым, она столкнулась с Дакеном. Они сразились, чтобы определить, кто лучший боец. Никому из них не удалось победить из-за исцеляющего фактора противника. Они объединились, чтобы выследить Малькольма Колкорда, который был ответственен за проект Оружие-Икс.
Когда Дэдпул решил наконец покончить с собой он обратился за помощью к Дакену в поисках сыворотки, которая могла бы свести на нет силы мутанта. Он попросил Дакена использовать её на нём, как только они найдут сыворотку. Дакен решил, что эти слова были слишком хороши, чтобы быть правдой и отверг его предложение, пожелав удачи. Впоследствии Дакен встретился с Надгробием, который также интересовался этой сывороткой.

### Лос-Анджелес
Дакен отправился в Лос-Анджелес, чтобы построить собственную жизнь. Там он пытался стать местным криминальным авторитетом. В ходе миссии он повстречал и влюбился в агента ФБР Донну Кил.
Он объединился с Лунным рыцарем, чтобы найти настоящего «Кингпина» Лос-Анджелеса. Некий «когтистый убийца» продолжал сеять резню в тёмных подворотнях Голливудских холмов. Дакен оказался подвергнут воздействию наркотиков, вызывающих галлюцинации о его прошлом и настоящем. В итоге ему и Лунному рыцарю удалось остановить убийцу. Им оказался Маркус Ростон, который использовал наркотики, чтобы обрести суперсилы. В то же время Дакен стал самым разыскиваемым преступником в Америке, разыскиваемый ДПЛА и ФБР.
Из-за воздействия тепловых наркотиков Дакен лишился своего исцеляющего фактора. Он бы вынужден заключить союз с Беглецами, чтобы остановить организацию Прайд. Вместе они остановили Маркуса Ростона. Дона, которая получила психологическую травму после встречи с Дакеном, а также из-за тепловых наркотиков, встретилась с ним в закусочной, чтобы обсудить их дальнейшее будущее. Дона призналась, что влюбилась в него, однако в то же время считала его монстром. Дакен предположил, что они похожи и предоставил ей возможность убить трёх человек, замешанных в сделке с наркотиками. Она отказалась и направила на него пистолет, из-за чего Дакену, ввиду исчезновения исцеляющего фактора, пришлось сбежать.
Вернувшись в Нью-Йорк, Дакен, под воздействием наркотиков, уничтожил штаб-квартиру Мстителей и Фантастической четвёрки и разместил бомбы по всему городу. После долгой битвы с героями города, будучи без исцеляющего фактора, он стал медленно умирать. Дакен обнял своего отца и попросил у него прощения. Также он рассказал ему, что заложил бомбу в школе Джин Грей для получения высшего образования. Росомаха бросился туда, чтобы остановить взрыв, однако ничего не обнаружил внутри. Он понял, что Дакен лишь хотел отвлечь его внимание и скрыться.
Позднее Дакен присутствовал на вечеринке Саблезубого в Мадрипуре.

### Братство злых мутантов
По неизвестным обстоятельствам Дакен выжил и возглавил новое Братство злых мутантов. Вместе с другим членом Братства Амалем Фаруком они хотели публично раскрыть существование Силы-Икс. Он планировал превратить Эвана Сабахнура в своего собственного Апокалипсиса. Некоторое время спустя он привёл Эвана на ферму, где тот вырос. Эван выскочил из машины, чтобы предупредить своих родителей, но обнаружил, что те уже были убиты Дакеном и Саблезубым. Эван атаковал обоих, но воздержался от убийства, так как не хотел уподобляться им. Они высоко оценили его контроль, прежде чем раскрыть, что они не убивали родителей Эвана, так как их никогда не существовало. С помощью Братства Дакен хотел заслужить уважение своего отца.
Из-за предательства Ночного Змея из другой вселенной, Росомаха был захвачен Братством Дакена. Чёрный Омега в это время избивала Дэдпула, пока Дакен не приказал ей привести к нему Эвана. На глазах у мальчика Дакен сбросил отца в колбу с водой, так как единственный способ убить Росомаху — утопить его, чтобы лишить мозг кислорода. Он заставил Эвана смотреть на смерть его отца.
Дэдпулу удалось найти Росомаху и вытащить его. В то время как Логан отправился на поиски Дакена, он велел Уилсону найти остальных членов команды. Росомаха нашёл Дакена и между отцом и сыном завязался кровавый бой. В итоге Росомаха утопил сына, после чего вернул его на родину, чтобы похоронить.

### Всадник смерти
Дакен был воскрешён Близнецами Апокалипсиса наряду с Банши, Часовым и Мрачным жнецом. Вместе они стали Всадниками смерти.
Когда близнецы потерпели неудачу в уничтожении Земли и их база была разрушена Солнечным огонём, Дакен и Мрачный жнец вернулись на Землю вместе с их трупами.

### Наследие Логана
После смерти его отца. Дакен был похищен неизвестным, наряду с Мистик, Саблезубым, Икс-23, Леди Смертельный Удар и Эликсиром.
За несколько мгновений до своего похищения он отправился на аукцион в Мадрипуре, где продавались остатки его отца. Придя в ярость, Дакен убил всех присутствующих, за исключением Гадюки, Мистик и агента Ким. Впоследствии Дакен отправился в Окинаве вместе со священником, где похоронил своего отца.

### Росомахи
Дакен, наряду с Мистик, Икс-23, Саблезубым и Леди Смертельный Удар, был похищен группой экспериментаторов программы Оружие Икс в надежде на то, что их регенерация сможет сдерживать действие бомбы и сохранит им жизнь. Они отправлись на поиски адамантиевой статуи Росомахи в попытках приобрести его исцеляющий фактор. Вскоре Росомахи и Парадиз подверглись нападению со стороны Крушителей во главе со Злыднем. Последний оторвал руку Дакена и забрал его глаз, однако, тот был спасён благодаря Шогуну, который использовал целебную сыворотку.

## Силы и способности
Как и у его отца Росомахи, чувства зрения, слуха и обоняния у Дакена сверхчеловечески остры. Он видит более чёткую картинку на больших расстояниях, чем обычный человек, даже в почти полной темноте. Его слух также острее человеческого, что позволяет ему слышать высоко- и низкочастотные звуки, а также удалённые от него на большие расстояния. Дакен способен использовать своё обоняние, чтобы выслеживать цель по запаху, даже если этот запах по естественным причинам ослабевает. Его тело обладает высокой устойчивостью к изменению климата, в особенности он хорошо адаптируется к холоду.
От Росомахи он унаследовал исцеляющий фактор, который позволил ему пережить физическое извлечение из утробы матери. Исцеляющий фактор обеспечивает Дакену высокую сопротивляемость ко всем земным болезням, ядам, инфекциям и является причиной его замедленного старения.
у Дакена имеются три выдвижные когтя, расположенных под кожей и мышцами его предплечий; два когтя Акихиро располагаются между первым и третьим пальцами, в то время как третий вылезает снизу. Костяные когти Дакена черные и очень грубые по своей структуре, в отличие от когтей его отца, которые белого цвета, с мягкой структурой в их естественном состоянии. Эти когти намного тяжелее и плотнее, чем нормальные человеческие кости. Естественная форма когтей делает их необычайно острыми, позволяя рассекать кости и плоть с необыкновенной лёгкостью, а также проникать сквозь металлы, по прочности, не уступающие броне Железного патриота.
Дакен обладает ещё одной уникальной способностью, происхождение которой до сих пор неизвестно. Он продемонстрировал способность управлять своими феромонами, чтобы блокировать собственный запах, обнаружить который не способен даже Росомаха. Кроме того, он может использовать свои феромоны, чтобы управлять поведением других людей. Он использовал феромоны, чтобы внушить такие чувства, как сильный страх, счастье, депрессию и ложное чувство безопасности другим людям. Это также позволяет Дакену появляться там, где враг его не видит, и нанести удар прежде, чем противник сможет понять, что к чему. В сочетании с его расширенными чувствами и знаниями феромонов, он может квалифицированно оценить эмоциональное / физическое состояние окружающих его животных и людей.
Помимо этого Дакен является мастером боевых искусств, будучи учеником Кибера. В ближнем бою он смог одолеть таких противников, как Росомаха и Дэдпул. Он знает множество языков, так как мог свободно разговаривать на японском, английском, греческом, итальянском, русском и немецком. Кроме того, Дакен обладает обширным интеллектом, а также является талантливым стратегом и манипулятором.

## Альтернативные версии

### What If?
- В «Что если бы Росомаха стал отцом?» Логан убил Зимнего солдата, когда тот погубил его жену Итсу и присутствовал при рождении Дакена. Он дал ему имя Джон Хоулетт III. Джон начал проявлять социопатические наклонности еще в ранние годы, даже не догадываясь о своем наследии. О прошлом своего отца он узнал от Профессора Икс и Саблезубого. После этого он вычеркнул отца из своей жизни и покинул его, став членом клана Якудза, который он вскоре и возглавил. В конце концов, за Джоном явился Росомаха, который убил его, а потом и себя с помощью клинка Мурамаса для того, чтобы они могли умереть вместе и заплатить за свои преступления[101].
- В «Что если бы Норман Озборн выиграл Осаду», Дакен помог Озборну вместе с другими Тёмными Мстителями выиграть Осаду Асгарда. В конечном итоге он погиб вместе с остальным миром от руки Часового, одержимого Мраком[102].

## Коллекционные издания
- Dark Wolverine Vol. 1: The Prince (Dark Wolverine #75-77)
- Dark Wolverine Vol. 2: My Hero (Dark Wolverine #78-81)
- Siege: X-Men (Dark Wolverine #82-84; New Mutants #11; Siege: Storming Asgard — Heroes & Villains)
- Wolverine Origins: Reckoning (Dark Wolverine #85-87; Wolverine: Origins #46-50)
- Punisher: Franken-Castle (Dark Wolverine #88-89; Punisher #11-16; Franken-Castle #17-21; Dark Reign: The List — Punisher)
- Daken: Dark Wolverine Vol. 1: Empire (Dark Wolverine #90; Daken: Dark Wolverine #1-4)
- Daken/X-23: Collision (Daken: Dark Wolverine #5-9; X-23 #7-9)
- Daken: Dark Wolverine Vol. 2: Big Break (Daken: Dark Wolverine #9.1, 10-12)
- Daken: Dark Wolverine Vol. 3: The Pride Comes Before the Fall (Daken: Dark Wolverine #13-19)
- Daken: Dark Wolverine Vol. 4: No More Heroes (Daken: Dark Wolverine #20-23)

## Вне комиксов

### Видеоигры
- Дакен появляется в игре «Marvel: Avengers Alliance» для Facebook.
- Дакен присутствует в игре «Marvel Puzzle Quest».
- Карта "Дакен" доступна в Marvel Snap.